# Springer Science+Business Media
Springer Science+Business Media ou Springer-Verlag, ou ainda, simplesmente Springer é uma editora mundial baseada na Alemanha, a qual publica livros-texto, livros de referência acadêmica, e periódicos de artigos com revisão por pares (peer-review), com foco em ciência, tecnologia, matemática, e medicina.
Em março de 2020, em decorrência da Pandemia de COVID-19, a Springer liberou 408 livros para download gratuito.